# Holly Mills
Holly Mills (15 de abril de 2000) es una deportista de Reino Unido que compite en atletismo. Ganó una medalla de bronce en el Campeonato Europeo de Atletismo Sub-23 de 2021, en la prueba de heptatlón.
Estudió Ciencias del Deporte en la Universidad Brunel de Londres.